# C. Bühlmayer
Koordinaten: 48° 12′ 28″ N, 16° 22′ 1″ O

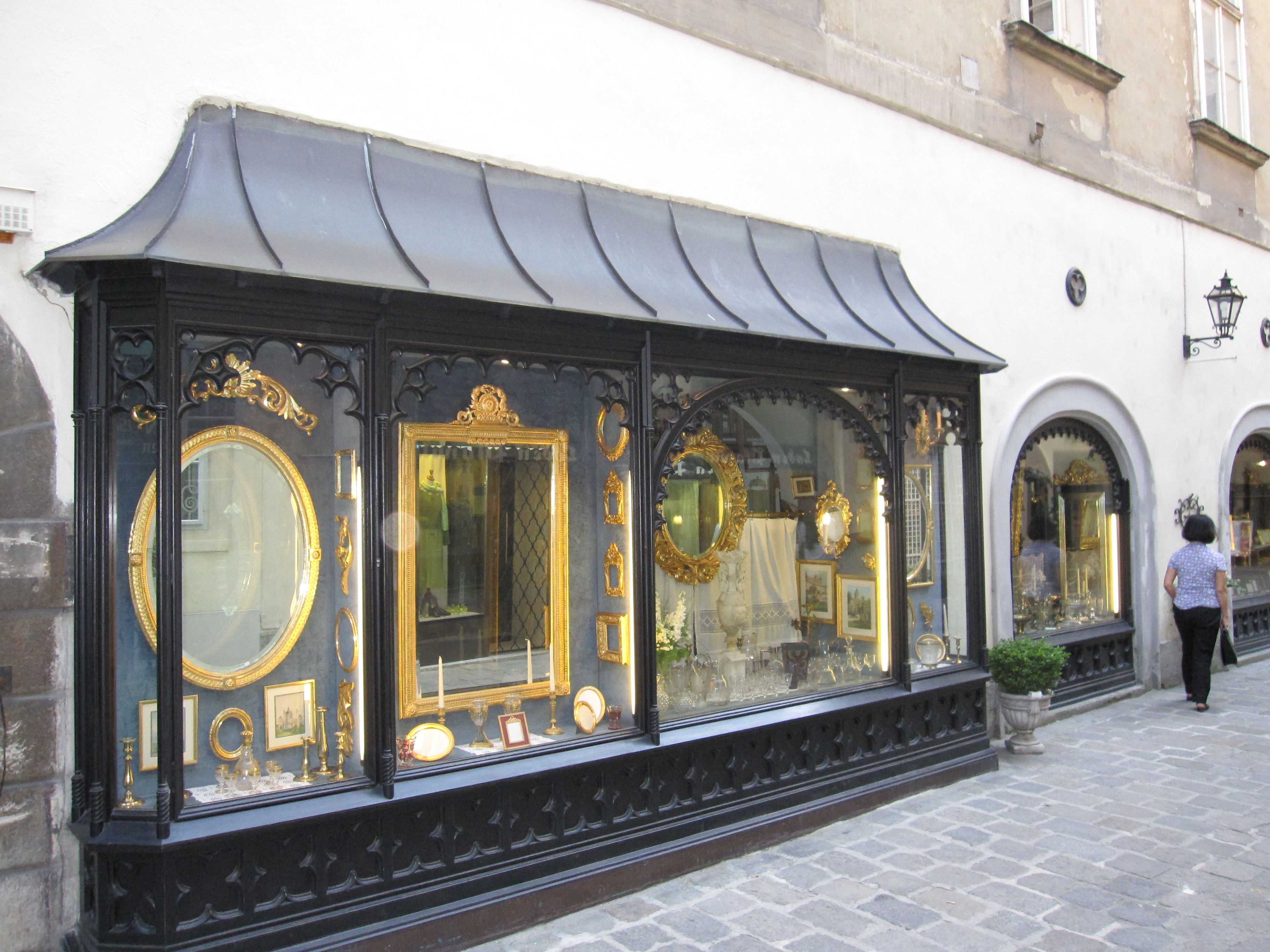
C. Bühlmayer an der Michaelerpassage in Wien

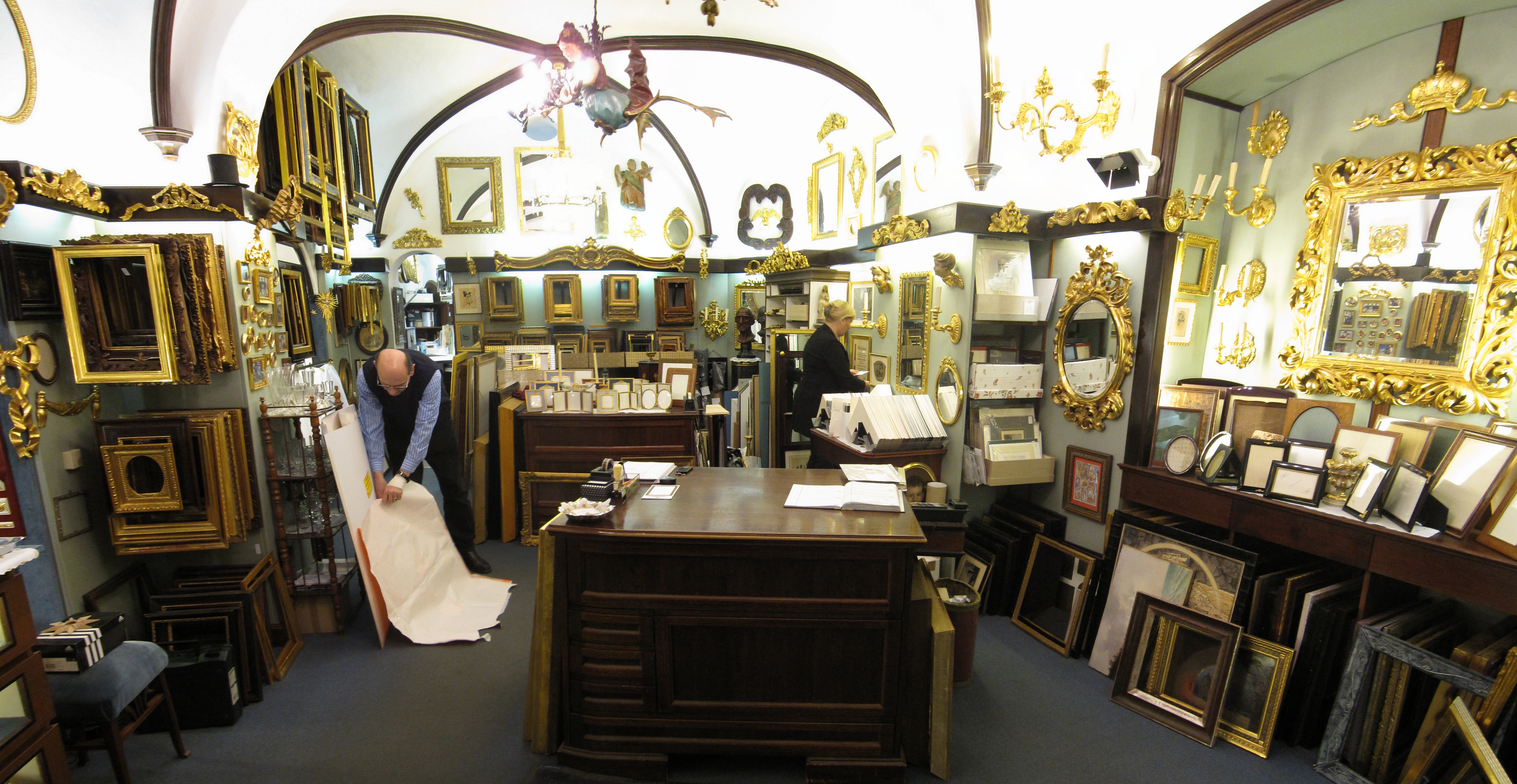
Innenansicht vom C. Bühlmayer

C. Bühlmayer ist ein ehemaliger k.u.k. Hof-Vergolder und Bilderrahmer in Wien. Das Rahmengeschäft befindet sich am Michaelerplatz 6 in einer kleinen Passage und das Spiegelgeschäft an der Bräunerstraße 10, beide im 1. Bezirk Innere Stadt in unmittelbarer Nähe zur Hofburg.

## Geschichte
Die Firma C. Bühlmayer wurde im Jahre 1820 beziehungsweise 1833 von Conrad Bühlmayer gegründet und geleitet und hatte bald einen bedeutenden Ruf. Der Vergolder war anfänglich nur für den kaiserlichen Hof zuständig. Für seine Verdienste und Qualität wurde er 1844 zum k.k. Hofvergolder ernannt. Später öffnete sich das Lokal für weitere Kunden. Neben Adeligen und gehobenen Bürgern zählten dann auch Künstler wie Ferdinand Georg Waldmüller zum Kundenkreis. Mit Adalbert Stifter war Bühlmayer befreundet.
In der Gründerzeit war der Bedarf an Vergoldung und Rahmen sehr hoch. Im Betriebsgelände im 7. Bezirk Neubau arbeiten damals bis zu 80 Schnitzer und 120 Vergolder. Verarbeitet wurden Einrichtungsgegenstände, Möbel, Wandverkleidungen und Stuckaturen. Teile dieser Werke können zum Beispiel im Hofmobiliendepot besichtigt werden.
Bühlmayer erhielt vom Kaiser das goldene Verdienstkreuz. Für seine Beteiligung an der Weltausstellung 1873 wurde er mit dem Ritterkreuz des Franz-Joseph-Ordens ausgezeichnet. 1884 verlieh ihm Gemeinderat die große goldene Salvator-Medaille für sein 60-jähriges Meister- und Bürger-Jubiläum.
Bühlmayer war mit Rosina verheiratet und lebte in der Josefstadt.
1901 ging das Unternehmen in den Eigentum von Heliodor Machts über, der seinerseits viele Jahre Leiter der k.u.k. Hof-Vergolderfirma Rud. Bauer in Wien war und als Fachmann bekannt war. Seine Spezialität war die Herstellung von Möbeln und Rahmen in der Art der alten Meister sowie die Restaurierung aller Arten von antiken Kunstgegenständen.
Das Ende der Monarchie 1918 und die schwere wirtschaftliche Lage danach trieb das Unternehmen in den Ruin. Am Schwarzen Freitag 1929 musste der Betrieb zwangsversteigert werden, die Inhaber ersteigerten es aber zurück, da sich kein Interessent fand. Während des Ständestaates und am Anfang des Zweiten Weltkrieges sowie nach Ende des Krieges fand ein leichter Aufschwung wieder statt. Geschäftsführer waren Michael und Elisabeth Haider.

## Produkte
In den eigenen Werkstätten werden Rahmen und Schnitzteile für alle möglichen Dinge produziert, restauriert und bei Bedarf auch vergoldet. Angeboten werden antike Rahmen sowie Neuanfertigungen, allgemeine Einrahmungen, Vergoldung, Bemalung und die Herstellung von Ersatzteilen sowie die Restaurierung von Rahmen aber auch Ölbilder, Grafik, Skulpturen usw.